# Die Gezeichneten (Opera)
Die Gezeichneten (Poznamenaní) je opera o třech dějstvích od skladatele Franze Schrekera, který zkomponoval hudbu i napsal libreto. Námětem opery je divadelní hra Hidalla (Hidalla oder Sein und Haben, 1903-1904), kterou napsal Frank Wedekind, a jejíž děj se odehrává v Janově v 16. století. Opera byla poprvé uvedena v roce 1918 ve Frankfurtské opeře.

## Osoby a obsazení při premiéře
| Role                                   | Hlasový obor | Premiérové obsazení 25. dubna 1918 (Dirigent: Ludwig Rottenberg) |
| -------------------------------------- | ------------ | ---------------------------------------------------------------- |
| Vévoda Antoniotto Adorno               | bas          | Walter Schneider                                                 |
| Hrabě Vitelozzo Tamare                 | baryton      | Robert vom Scheidt                                               |
| Lodovico Nardi, Podestà                | bas          | Willy Roos                                                       |
| Carlotta Nardi, jeho dcera             | soprán       | Else Gentner-Fischer                                             |
| Alviano Salvago, Janovský šlechtic     | tenor        | Karl Ziegler                                                     |
| Guidobald Usodimare, Janovský šlechtic | tenor        | Hermann Schramm                                                  |
| Menaldo Negroni, Janovský šlechtic     | tenor        | Erik Wirl                                                        |
| Michelotto Cibo, Janovský šlechtic     | baryton      | Rudolf Brinkmann                                                 |
| Gonsalvo Fieschi, Janovský šlechtic    | baryton      | Fritz Meurs                                                      |
| Julian Pinelli, Janovský šlechtic      | bas          | Josef Gareis                                                     |
| Paolo Calvi, Janovský šlechtic         | bas          | Josef Gareis                                                     |
| Notář                                  | bas          | Leo Kaplan                                                       |
| Ginevra Scotti                         | soprán       | Marta Uersfeld                                                   |
| Martuccia, Alviano's housekeeper       | kontraalt    | Marie Welling-Bertram                                            |
| Pietro, a cutthroat                    | tenor        |                                                                  |
| A youth                                | tenor        | Franz Wartenberg                                                 |
| His friend                             | bas          | Willy Schürmann                                                  |
| A young girl                           | soprán       | Elisabeth Kandt                                                  |
| První senátor                          | tenor        | Erik Wirl                                                        |
| Druhý senátor                          | bariyton     | Rudolf Brinkmann                                                 |
| Třetí senátor                          | bas          | Josef Gareis                                                     |
| Sluha                                  | bas          |                                                                  |
| Služebná                               | mezzosoprán  | Anita Franz                                                      |
| První měšťan                           | tenor        |                                                                  |
| Druhý měšťan                           | bariyton     | Carl Bauermann                                                   |
| Třetí měšťan                           | bas          | Willy Schürmann                                                  |
| Otec                                   | bas          | Paul Neumann                                                     |
| Matka                                  | kontraalt    | Frieda Hammerschmidt                                             |
| Malý hoch                              | němá role    |                                                                  |
| První mladý muž                        | tenor        | Franz Wartenberg                                                 |
| Druhý mladý muž                        | baryton      | Carl Bauermann                                                   |
| Třetí mladý muž                        | bas          | Willy Schürmann                                                  |
| obr                                    | bas          | Karl Kröff                                                       |

## Děj

### První jednání
První scéna (místnost v paláci Alviana Salvaga) Alviano Salvago je mladý, bohatý, ale tělesně znetvořený šlechtic, který se pro svůj vzhled musel vzdát lásky žen. Ve svém paláci se setkává se svými přáteli - šesti janovskými šlechtici: Guidobaldem, Menaldem, Michelem Otto, Gonsalem, Julianem a Paolem. Nedaleko města nechal vybudoval umělý ostrov Elysium, kde v tajné jeskyni probíhají orgie těchto šlechticů pod vedením hraběte Tamare, při nichž jsou zneužívány a vražděny měšťanské dívky z Janova. Obyvatelé Janova jsou vyděšeni opakovaným mizením mladých dívek. Salvago se orgií neúčastní ale cítí se jako spoluviník. Aby ukončil znesvěcení svého vysněného místa, řekne svým šesti kamarádům, že plánuje druhého dne otevřít ostrov obyvatelům Janova.
Druhá scéna (Šest šlechticů mezi sebou): Šest přátel se obává vyzrazení svých skutků a považuje Salvagův plán za nebezpečný. Netrpělivě čekají na hraběte Tamare, aby situaci vyřešili.
Ve třetí scéně přichází Tamare a vypráví o krásné, neznámé ženě, do které se zamiloval, když ji zahlédl z kočáru svého otce.
Čtvrtá scéna (šlechtici a Tamare, Podestà Nardi se senátory, jeho manželka a jeho dcera Carlotta Nardi, Salvago a notář): Šlechtici se shodují s Nardim na tom, že otevření ostrova obyvatelům města by měl schválit vévoda Adorno. Při schůzce Tamare poznává v Carlottě ženu, do které se zamiloval. Carlotta ho ale odmítá.
Pátá scéna (Martuccia a Pietro): Pietro unesl na Julianův popud měšťanskou dívku Ginevru Scotti a ukrývá ji u hospodyně Martuccie v Salvagově paláci.
Šestá scéna (Salvago a Carlotta): Carlotta, která má nemocné srdce, žádá Salvaga, aby jí seděl modelem pro portrét. Ráda by ukázala, že vnitřní krása člověka nesouvisí s jeho krásou fyzickou. Salvago nakonec souhlasí s tím, že ji navštíví v jejím ateliéru.

### Druhé jednání
První scéna (hala v paláci vévody Adorna, Podestà a tři senátoři) Neochota hraběte Adorna otevřít Elysium veřejnosti se nelíbí Podestovi a senátorům.
Druhá scéna (Adorno a Tamare) Vévoda Antoniotto Adorno. Tamare prozrazuje Adornovi tajemství ostrova a jeskyně lásky a žádá ho, aby tento dar zastavil. Adorno se obává, že by Salvago získal otevřením ostrova nežádoucí popularitu u městského lidu a proto jej nedovolí.
Třetí scéna (V Carlottině ateliéru: Carlotta a Salvago) Během Carlottiny práce na skice portrétu si Carlotta a Salvago navzájem vyznávají lásku.

### Třetí jednání
Vévoda schvílil zpřístupněná ostrova Elysium. Občané Janova přicházejí a obdivují jeho krásu. Salvago žádá Podestu o Carlottinu ruku. Ta ale odpovídá vyhýbavě a odchází. V jeskyni se setkává s Tamarem, který ji svádí a odvádí do milostnému salonku.
Salvago hledá zmizelou Carlottu. Najchází ji spící ležet na loži v objetí s Tamarem. Tamaro se vysmívá Salvagovi pro jeho vzhled a jeho lásku k Carlottě. Salvago jej v rozrušení probodne. Carlotta se probudí a vyznává svou lásku k Tamarovi. Když jistí, že je mrtev, touží zemřít s ním. Salvago zešílí a prchá.

## Inscenační historie
Ve dvacátých letech 20. století byl Schreker po Richardu Straussovi druhým nejpopulárnějším operním skladatelem v Německu. Po nástupu nacistů byl ale pro svůj židovský původ propuštěn z funkce ředitele Musikhochschule v Berlíně i místa profesora kompozice na Akademii umění a jeho díla zmizela ze scén. Znovu se na scénách začala objevodat až koncem dvacátého století.

### Uvedení v 21. století
- 2015 - Opéra de Lyon[4]
- 2019 - Opera v Hannoveru (premiéra 6. dubna 2019)[5] Osoby a obsazení: Alviano Salvago (Robert Künzli), Vévoda Antoniotto Adorno (Stefan Adam), Hrabě Vitelozzo Tamare (Brian Davis), Lodovico Nardi (Tobias Schabel), Carlotta Nardi, Lodovicova dcera (Karine Babajanyan), Guidobald Usodimare (Edward Mout), Gonsalvo Fieschi (Frank Schneiders), Martuccia, Alvianova hospodyně (Mareike Morr), Menaldo Negroni (Martin Rainer Leipoldt), Pietro, zabiják (Pawel Brozek), Michelotto Cibo (Byung Kweon Jun), Julian Pinelli (David Eggert), Matka (Ula Drescher). Sbor a orchestr Státní opery Hannover, dirigent Mark Rohde. Přímý přenos premiéry ze Státní opery Hannover uvedl Český rozhlas - Vltava.